# 武井壮
武井 壮（たけい そう、1973年5月6日 - ）は、日本のタレント、元陸上競技選手。日本フェンシング協会元会長。陸上競技・十種競技元日本チャンピオン。引退後はタレントとして活動し、「百獣の王」を自称している。東京都葛飾区出身。SPECIALIST JAPAN所属。競技経験を活かして、コーチとしての一面もある。

## 経歴
東京都葛飾区お花茶屋出身。修徳中学校・高等学校を経て、神戸学院大学法学部に進学。中学・高校では成績がトップで入学金の免除、奨学金の支給がされていた。中学では野球、高校ではボクシングに取り組んでいたが、大学時代に短距離走を始め、神戸学院大学3年時に十種競技へ転向する。中央学院大学にスカウトされ、神戸学院大学卒業後に中央学院大学へ3年次学士入学。1997年の第81回日本陸上競技選手権大会十種競技において、競技歴2年半で優勝する。100m走ベスト記録の10秒54は2015年まで、十種競技・100mの日本最高記録だった。
中央学院大学卒業後に陸上をやめ、1998年から2000年までアメリカにゴルフ留学。2001年1月から2月にかけて、台湾プロ野球リーグ・中信ホエールズの冬季キャンプ特別コーチを務めた後、同年3月からはスポーツトレーナーとしての活動を本格的に始め、2010年までの間、陸上選手はもとより、競輪選手・プロゴルファー・プロ野球選手の個人トレーナーも務めていた。
2003年頃（本人曰く30歳の時から）本業の合間に芸能活動を始める。本気でプロ野球選手を目指し、足がかりとして2005年1月、社会人野球チーム茨城ゴールデンゴールズに投手として入団。試合にもしばしば出ていたが、同年10月に「32歳で入団テストをやらせてくれるプロ球団が無い」事に気付き、同年末に退団している。同時期に芸能人草野球チーム「神様」に外野手として入団している。
仕事柄ホテル暮らしが多く、2004年頃から2013年まで家なし生活（寝場所は実家か友人の家かホテル）を送っていた。2006年3月19日に西麻布のスポーツバーで、犬用ガムを噛んで顎を鍛えている所をピエール瀧に「発見」され、同年5月よりスペースシャワーTV『Oxala!』（瀧と森山直太朗がMCの木曜日）に森山のマラソンチャレンジのためのトレーナーとして準レギュラー出演。その後も同番組の企画でCDデビューするなどしたことから、ピエール瀧は武井壮の第一発見者とも言われている。
2012年5月、森山の紹介という形で『うもれびと』に百獣の王を目指す男として出演 し注目を集め、地上波のバラエティ番組で活躍するようになる。スポーツ系の番組の他、クイズ番組への出演も多い。
現在は、ウェブ検索で「百獣の王」と検索すれば大抵の場合トップに本ページ「武井壮」または武井壮関連のウェブページが出てくる ことから、人々に「武井壮＝百獣の王」という考えが定着しているとして、自分は既に大衆的には百獣の王としての地位を確立していると話す事もある。
その一方で、タレント活動のかたわら、陸上競技のマスターズ大会にも随時出場。2013年には、ブラジルの世界マスターズ陸上競技選手権大会の男子200m決勝において、22秒64というタイムで銅メダルを獲得した。また、2014年6月22日開催の「第34回沖縄マスターズ陸上競技選手権大会」（浦添陸上競技場）には、M40クラス（40 - 44歳）の4×100メートルリレーに「EARTHLETES」チームのアンカーとして出場。決勝では、同種目のマスターズ世界記録に100分の5秒差と迫る42秒25で優勝し金メダルを獲得するとともに、マスターズのアジア新記録および日本新記録を達成した。2015年にフランスのリヨンで開催された第21回世界マスターズ陸上競技選手権では、M40クラス（40 - 44歳）の4×100メートルリレーに日本代表のアンカーとして出場。42秒70のタイムで優勝し、再度金メダルを獲得した。
2015年1月公開のインド映画『ミルカ』に日本代表選手役で出演し、海外映画デビューを果たす。
2017年には女性アイドルグループときめき宣伝部のメジャー2ndシングル『どどどどどりーまー』表題曲の作詞を担当（「ひゃくじゅうのおう🌏たけいそう」名義）した。（作曲はヒャダインこと前山田健一が担当。）なお本楽曲は武井の作詞家デビュー作となった。
2020年1月5日、自身のインスタグラムを更新し、旅行先のスペインで車上荒らしに遭い、パスポートと財布以外の荷物が盗難されたと被害を報告した。また同行していたDA PUMPのKENZOの荷物も同様の被害に遭った。
2020年2月、サッカー元日本代表の本田圭佑が東京都で立ち上げた社会人サッカーチームOne Tokyo（現・EDO ALL UNITED）の初代監督に就任。
2021年6月、日本フェンシング協会会長への就任が決まる。
2022年2月2日、新庄剛志監督のオファーにより、プロ野球・北海道日本ハムファイターズ の臨時コーチを務めた。
2022年11月19日、日本フェンシング協会会長を任期満了で退任する。後任は千田健一

## 人物
- 身長175cm、体重69kg。血液型はA型。
- 白いタンクトップ姿とゴリラのスニーカーがトレードマークの肉体派のアスリートタレント。ただし、本人曰く「本来超文系人間」[28]。
  - ただし、レギュラー出演しているTOKYO MXの情報番組（『ニッポン・ダンディ』→『バラいろダンディ』）では、（女装タレントではない）男性出演者全員がスーツでの出演であるため、スペシャルキャスターを務めるフジテレビの情報番組『めざまし8』ではタンクトップの上にスーツを着用して出演する。
- 己の身体を自身の思い通りに操ることを目的とする「パーフェクトボディコントロール」という独自のスポーツ理論でのトレーニングを提唱・実践している[29][30]。
- 栄養サプリメント類は採らない。これは食物から栄養を吸収する内臓の力も最強に鍛えるためである。
- 小学2年生の時、徒競争で負けそうになり危機感を覚えたため、登校時にはストップウォッチを持って走り、毎日登校時間の短縮に励むようになった。
- アメリカ留学時代に野生のシカに遭遇して以来、「百獣の王」を目指しトレーニングを日夜続け、ライオン、ワニ、ゴリラ、カンガルー、ワシ、ゾウなどあらゆる動物と戦っても勝てるためのシミュレーションを持ちネタとしている（前述の通り、実際はシミュレーションが先にあり、「百獣の王」は後付けである）。更にはこれを発展させた「有名人の倒し方」シリーズがある。
- 『うもれびと』では[31] 100m走10秒83[32][33]、跳び箱20段(2m56cm)を記録。
- もともと右利きだが、小学校時代に自主トレーニングで野球の左投左打を習得した[34]。
- 高等学校教員免許（社会科・商業科）を所持する[35]。
- いきものがかりの路上時代からのファンで、吉岡聖恵のファンである[7][36]。
- 山本圭壱は、武井が全然売れない頃、お世話になった恩人とのこと[37]。
- 号令で全国各地の部員が集合して皆でひたすらダッシュする全開ダッシュマンクラブを主宰。
- 東京都出身だが大学4年間は神戸に住んでおり、関西人の芸人と喋る時は関西弁を使うこともある。
- 2012年に開催された読売ジャイアンツのファンフェスタ「ジャイアンツフェスタ」では黒バラチームの選手として参加。投手として投げた際には130キロ台をマークしている。
- 両親が離婚し父子家庭になるが、美容師の父は外にこどもを作りその家庭に泊まる事が多くなり家に帰ってくる事が少なくなった[38]。しかし武井は、帰ってきた時はかわいがってくれたと語っており関係は良好で、のちに武井の運転手になっている。
- 兄の武井情は俳優志望で坂上忍の付き人をしていたが、癌により24歳で夭折した[39]。競輪選手の武井大介はいとこにあたる。
- 日本のプロ野球では、幼少期に西武球場（現在の西武ドーム）でたびたび応援したほどの埼玉西武ライオンズファン。2014年5月5日に同ドームで開かれた東北楽天ゴールデンイーグルス戦では、「LIONS×百獣の王」という球団とのコラボレーション企画を展開するとともに、始球式にも登場した[40]。
- 顔付きが元メジャーリーガーの建山義紀投手に似ていることを、自他共に認めている[41]。建山の阪神タイガース入団が発表された2014年6月23日には、X（旧twitter）上の公式アカウントから、「ひとつお伝えしておくと、阪神タイガースに入団が決まったのは武井壮ではありません。建山義紀選手です。」とのツイートを発信した[42]。
- 高橋尚子（2000年シドニー五輪女子マラソン金メダリスト・女子マラソン元世界記録保持者）と同じ誕生日（5月6日生まれ）で、武井の方が1学年歳下にあたる[43]。2017年5月6日の「ノーリミッツスペシャル2017上野」では武井と高橋らが共演し[44]、控え室で2ショットの記念写真をX（旧twitter）に掲載した[45]。
- 乃木坂46、櫻坂46、日向坂46 の坂道シリーズのファンであり、乃木坂46時間TVではノーギャラ出演を過去にしている。

## 競技歴
陸上
- 1997年 第81回日本陸上競技選手権大会 男子十種競技・優勝 7606点[46]
- 1997年 第66回日本学生陸上競技対校選手権大会 男子十種競技・優勝 7500点[47]
- 自己ベストは、十種競技 7606点（1997年10月4日、国立競技場）[48]、100m 10秒54、400m 47秒92、1500m 4分8秒[49]

マスターズ陸上
- 2013年 第20回世界マスターズ陸上競技選手権大会
  - 200m（40 - 44歳クラス）22秒64 銅メダル[50]
  - 100m（40 - 44歳クラス）11秒15 4位
- 2014年 第34回沖縄マスターズ陸上競技選手権大会 4×100mリレー（40 - 44歳クラス）42秒25 優勝
- 2015年 第21回世界マスターズ陸上競技選手権大会 4×100mリレー（40 - 44歳クラス）42秒70 優勝[51]
- 2018年 第21回世界マスターズ陸上競技選手権大会 4×100mリレー（45 - 49歳クラス）43秒77 優勝[52][53]（武井壮・佐藤政志・譜久里武・朝原宣治）

ゴルフ
- 1998年5月 - 12月 ダンロップアメリカンキャンプ
- 1999年2月 - 2000年1月 USGAハンデ1.3取得（ベストスコア69）
- 2023年7月 - PGAティーチングプロテスト　実技試験合格

野球
- 2005年1月 - 2005年末 茨城ゴールデンゴールズ所属
- 2005年6月 - 現在 芸能人草野球チーム「神様」所属 背番号51

## 主な出演

### テレビ番組
現在のレギュラー番組
- 憧れの地に家を買おう（BS-TBS） - MC
- 武井壮のゴルフバッグ担いでください（テレビ大阪） - MC
- 卓球ジャパン!（BSジャパン） - MC
- 坂上忍の勝たせてあげたいTV（日本テレビ） - ゲスト（但し毎回呼ばれているほか、2022年12月29日放送分では司会を担当）
- サンデージャポン（TBSテレビ）- コメンテーター 月1レギュラー

過去のレギュラー番組
- アップ！（メ～テレ） - 月曜不定期ロケコーナー
- テレ東卓球塾 ～ひとラリー、いっとくぅぅぅ～（テレビ東京）- 塾長
- NHK俳句（NHK Eテレ） - MC
- スッキリ!!（2015年3月30日 - 2016年12月23日 、日本テレビ） - ゲストコメンテーター
- キマグレンのオンガク開放区（tvk) 毎週土曜 レギュラー・コーナーMC
- 森田一義アワー 笑っていいとも!（2012年10月1日 - 2014年3月31日、フジテレビ）月曜レギュラー
- ニッポン・ダンディ（2012年10月 - 2014年3月、TOKYO MX） 月曜レギュラー
- バラいろダンディ（2014年4月 - 2024年9月、TOKYO MX）月曜レギュラー
- 武井壮しらべ 誰もやらなきゃオレがやる!!（2014年5月2日 - 9月26日、TOKYO MX）MC
- ゆうがたLIVE ワンダー（2015年3月30日 - 2016年3月23日、関西テレビ）月曜→水曜コメンテーター
- すぽると!（フジテレビ系）金曜・不定期 コメンテーター＆冠コーナー「武井壮のREAL BEAST」
- 武井壮とマンゾクディーバの新よるたま（2013年7月7日 - 2016年9月25日、テレビ北海道）MC
- 武井壮のゴルフ コロッセオ（2017年4月7日 - 2018年3月16日、BS日テレ）
- 武井壮のゴルフ コロッセオ 激闘!最強アマ列伝（2018年4月8日 - 2018年9月23日、BS日テレ）
- 人体くん（2017年9月30日 - 、Eテレ）[54]
- ニュースなハローワーク（2015年9月28日 - 2015年10月19日、テレビ東京） - MC [55]
- 戦え!スポーツ内閣（2016年10月5日 - 2020年9月23日、毎日放送） - 議長（MC） [56]
- 教えて!ニュースライブ 正義のミカタ（朝日放送） - コメンテーター 月1レギュラー
- ガリゲル（読売テレビ）
- BACKSTAGE  (2019年10月6日 - 2022年3月27日､   CBCテレビ)  - 司会[57]
- 武井壮のパラスポーツ真剣勝負（2020年2月 - 2022年3月、NHK BS1） - MC 月1回放送
- めざまし8 (2021年3月30日 - 2024年9月 フジテレビ) - 火曜スペシャルキャスター [58]

特別番組
- 武井壮40歳 世界マスターズ陸上に挑戦（2013年11月10日、フジテレビ）
- 武井壮とケツメイシの休日（2014年6月22日、スペースシャワー） - MC
- 荘だったのか!たけい壮（2015年12月 - 2021年12月、東海テレビ)  - MC
- 武井壮の名古屋に前乗っちゃいました！（2022年2月 - 、テレビ大阪） - MC

### 雑誌
- ワッグル（実業之日本社）

### テレビドラマ
- タンクトップファイター 第5話（2013年5月23日、TBS系） - 百獣の王 役
- スペシャルドラマ ちびまる子ちゃん（2013年10月1日、フジテレビ） - 郵便屋 役
- NHK正月時代劇 桜ほうさら（2014年1月1日、NHK総合） - 代書屋 役
- 極悪がんぼ 第6話（2014年5月19日、フジテレビ） - 本人 役
- 連続テレビ小説
  - 花子とアン スピンオフスペシャル 朝市の嫁さん（2014年10月18日、NHK BSプレミアム） - 宇田川の別れた夫 役
  - カムカムエヴリバディ（2021年） - 神田猛 役
  - らんまん（2023年） - 迅助 役
- 大河ドラマ（NHK総合）
  - 花燃ゆ 第30回（2015年7月26日、NHK総合） - 捕り方頭 役[59]
  - いだてん〜東京オリムピック噺〜（2019年） - 押川春浪 役[60]
- ナイトヒーロー NAOTO 第5話（2016年5月14日、テレビ東京） - 本人 役
- 99.9-刑事専門弁護士- SEASON II 最終話（2018年3月18日、TBS） - 消防士 役
- 絶対零度〜未然犯罪潜入捜査〜 第1話（2018年7月9日、フジテレビ） - 富樫伸生 役
- 悲熊（2020年12月18日 - 24日（全10話）、NHK総合） - 熱血教師 役[61]

### 映画
- タッチ（2005年9月、東宝） - 本人 役
- FILM MEMOIL（オムニバス映画）（2006年4月）
- ミルカ（2013年7月） - 日本代表選手 役[21]
- 振り子（2015年） - 親方 役
- 8日で死んだ怪獣の12日の物語 -劇場版-（2020年） - オカモトソウ 役
- 怪獣ヤロウ!（2025年1月31日） - 関市民 役

声の出演
- トランスフォーマー/ロストエイジ（日本語版・吹き替え・2014年） - ティモシー 役

### ウェブテレビ
- ボブ・サップ緊急来日!第1回Abema杯5種競技HAOOO5!（2017年10月14日・22日、AbemaTV） - プロデュース兼任[62]
- 朝青龍を押し出したら1000万円（2017年12月31日、AbemaTV）[63] - 解説
- 乃木坂46 白石麻衣卒業コンサート直前!「みんなで、じゃあね。」生放送SP （2020年10月28日、AbemaTV）[64]
- カイギ（2021年3月31日、4月7日、ひかりTVチャンネル＋）[65]
- 下剋上セレクション〜ドラマ出演を懸けた熱き予選大会〜（2023年9月10日・17日、U-NEXT）- MC[66]
- The Power Slap（2025年春配信予定、SWIPEDRAMA）- 主演・鷲谷雄 役[67]

### ラジオ番組
現在のレギュラー番組
- ゴチャ・まぜっ天国!（2015年1月8日 - 、MBSラジオ）
- 武井壮・とにかく明るい安村 THE　WORLD CLASS（2023年10月 ‐ 、JFN）

過去のレギュラー番組
- たまむすび コーナー「武井壮のけものみち」（2012年9月3日 - 2015年3月25日、TBSラジオ）
- シューカツの王（2014年11月7日 - 2015年12月25日、TOKYO FM）
- ATHLETE HIGH（2018年10月8日 ‐ 2020年9月28日、J-WAVE）
- 武井壮・サンボマスターのオレたちラジオ団（2018年4月 ‐ 2023年9月、JFN）

### 広告
- パナソニックDVD「DIGA」TVCM（2004年4月）
- ブリヂストンスポーツ『TOURSTAGE V-10』TVCM・店頭VP（2006年3月 - 現在は終了）
- オータムジャンボ宝くじTVCM・広告（2008年9月 - 現在は終了）
- サントリー発泡酒『冬道楽』TVCM（2008年11月 - 12月）
- クレジットカード『DCカード』TVCM（2009年4月 - 現在は終了）
- ミズノ「BODYFIT GOLF」※WEB・店頭広告（2012年9月 - 2013年2月）
- 映画「アベンジャーズ」WEB広告（2012年夏）
- GLAYシングル「JUSTICE [from] GUILTY」「運命論」TVCM（2012年11月 - 現在は終了）
- 映画「アイアンマン3」PR (2013年春)
- マイクロソフト Xbox「Gears of War Judgement」WEB・店頭広告（2013年3月 - 現在は終了）
- 日本コカコーラ株式会社「カナダドライ ジンジャーエール FIBER8000」TVCM他（2013年4月 - 現在は終了）
- ロッテ「クランキー」WEB・店頭広告（2013年5月 - 現在は終了）
- 株式会社ウィルコム TVCM他 オール媒体（2013年6月 - 現在は終了）
- タカラトミー・バトロボーグ TVCM（2013年7月 - 現在は終了）
- ガンホー・オンライン・エンターテイメント『ラグナロク オデッセイ エース』TVCM（2013年7月 - 継続中）
- 日清「カップヌードル レッドシーフードヌードル」WEB広告（2013年8月 - 現在は終了）
- 富士急行のテレビCM「フジヤマ探検隊」TVCM他（2013年8月 - 現在は終了）
- リクルート・タウンワーク TVCM他（2013年9月 - 継続中）
- 白泉社 花とゆめ 40周年記念 TVCM（2014年4月12日）※声のみの出演
- 丸亀製麺 「肉盛うどん ヤバい」篇 TVCM（2014年8月1日 - ）[68]
- DJ和『俺の応援歌- BE ESQUIRE. -mixed by DJ和』（2015年8月26日）※CMおよびCDジャケットに登場[69][70]
- カプコン「モンスターハンタークロス」TVCM（2015年）[71]
- 東京都「TEAM BEYOND」TVCM（2016年）[72]
- 味の素「アミノバイタル®︎」TVCM - スポーツ栄養科学庁長官・網野倍樽 役（2020年 - ）[73][74]

### 舞台
- TBS体育王国プレゼンツ『アルゼマッスルミュージカル2003サマー』（2003年8月）
- JINDOUライブ・ダンサー
- 仙台貨物ツアーダンサー（仙台貨物トゥアー2007『教師ギンギン物語』、仙台貨物トゥアー2008『絶交門』バックダンサー他）
- MJツアーダンサー

### ミュージックビデオ
- GENERATIONS from EXILE TRIBE「DREAMERS」（2019年）[75]

### 雑誌連載
- ゴルフ雑誌「Waggle」 コーナー「武井壮の"百獣の王"ゴルフ」
- 「Number Do」※隔月刊

## 音楽

### 提供作品
ときめき宣伝部
- 「どどどどどりーまー」（2017年6月7日）（作詞：「ひゃくじゅうのおう🌏たけいそう」名義）

### 参加作品
- 「ひとりの戦士」（2021年6月1日） - 「川崎鷹也＆武井壮 with TEAM ATHLETE」名義[76]。

## 著書
- 武井壮の目指せ!百獣の王 〜人間VS動物のシミュレーションバトル 実践編〜（2012年11月19日、ワニブックス、ISBN 4847091078）